# Eleonora d'Aviz
Eleonora d'Aviz, o Eleonora di d'Aviz e Trastámara (Leonor in portoghese, in spagnolo, asturiano, in galiziano, in aragonese e in basco, Elionor in catalano. Alienora in latino, Eleanor in inglese e Aliénor o Éléonore in francese, Eleonore in tedesco e Eleonora in fiammingo) (Torres Vedras, 18 settembre 1434 – Wiener Neustadt, 3 settembre 1467), fu una principessa della casa reale portoghese che divenne imperatrice consorte del Sacro Romano Impero Germanico, dal 1452 al 1467, come moglie di Federico III; fu madre dell'imperatore Massimiliano I.

## Biografia

### Origine familiare[1][2][3][4]
Era la sesta figlia del re del Portogallo e dell'Algarve, Edoardo d'Aviz e di Eleonora di Trastámara (1402-1445), figlia del re della corona d'Aragona e di Sicilia, Ferdinando I e di Eleonora d'Alburquerque (1374 - 1435), figlia dell'infante Sancho di Castiglia, Conte di Alburquerque e di Beatrice del Portogallo.
Eleonora nacque in una delle famiglie reali più colte del XV secolo e in una corte la cui ricchezza e prosperità aumentarono durante la sua vita. Crebbe circondata dagli esempi di nobiltà e distinzione dei suoi parenti. Suo padre era il Re Filosofo, autore di trattati sull'equitazione, personificazione del cavaliere valoroso; suo zio Pietro, duca di Coimbra, detto il principe più colto del suo tempo, viaggiò per il mondo conosciuto; suo zio Enrico, detto "il Navigatore", era l'uomo della visione che spingeva il Regno verso nuove vie di ricchezza e gloria; sua zia Isabella, duchessa consorte di Borgogna, era rispettata in tutta Europa come una delle governanti più intelligenti del suo tempo e suo zio Fernando, l'Infante Santo, morì prigioniero in Africa per l'onore del Portogallo e del re, suo fratello.

## Gioventù
Quando suo padre morì, cinque giorni prima del suo quarto compleanno, il fratello di Eleonora, Alfonso, succedette ad Edoardo come re e la madre, per volere di Edoardo, assunse la reggenza della corona, contro il parere di una parte della popolazione di Lisbona, che avrebbe preferito il fratello di Edoardo, lo zio di Eleonora, Pietro, duca di Coimbra. Le cortes portoghesi, nel dicembre del 1439, si pronunciarono sulla questione della reggenza, decidendo che lo zio, Pietro, duca di Coimbra, divenisse reggente per conto di suo fratello Alfonso V al posto di sua madre Eleonora d'Aragona, che dovette cedergli il potere. Nel marzo del 1440 sua madre, Eleonora d'Aragona, diede alla luce un'altra figlia, Giovanna, che sarebbe divenuta la nota moglie di Enrico IV di Castiglia e pochi mesi dopo il parto si ritirò a vivere in Castiglia, a Toledo, dove morì alcuni mesi dopo. Eleonora d'Aragona aveva portato con sé l'ultimogenita, Giovanna, mentre non aveva portato con sé Eleonora perché all'epoca era ammalata.
Il reggente affidò Eleonora alle cure di Guiomar de Castro, una signora di nobile e alto lignaggio, figlia del Signore di Cadaval e moglie di Álvaro Gonçalves de Ataíde, futuro conte di Atouguia. Cresciuta a corte, a Lisbona, si sa poco dei suoi ultimi anni in Portogallo. Si ipotizza che ebbe un'infatuazione per un certo giovane, nobile dell'epoca, quando Eleonora aveva 16 anni e il suo contratto di matrimonio era già stato negoziato. Questo nobile era João de Menezes da Silva, figlio del sindaco di Campo Maior. Si dice che accompagnò l'infanta in Italia durante il suo viaggio verso la corte imperiale e che, dopo il suo matrimonio, abbracciò la vita religiosa; secondo le stesse fonti, lo fece per il dispiacere di vedere la sua amata sposata con un altro. Prese gli ordini come Frate Amadeu e passò alla storia come Beato Amadeu.

## Matrimonio
A causa della sua nascita e come prima figlia del re del Portogallo, Eleonora era vista dai suoi parenti come una risorsa politica da giocare con grande cura. Tra il 1445 e il 1448, le trattative furono nelle mani dei due zii: il duca di Coibra e la duchessa di Borgogna. Il primo intendeva far sposare sua nipote al di fuori della sfera delle tradizionali alleanze del Portogallo: Inghilterra e Aragona. La duchessa di Borgogna intendeva capitalizzare il matrimonio di sua nipote a proprio vantaggio e quello del Ducato di Borgogna. L'intesa tra questi due principi d'Avis passava poi attraverso alleanze con il Delfino di Francia, Luigi di Valois o con l'imperatore Federico III.
Il progetto delineato all'inizio sarebbe stato il matrimonio di Eleonora con il figlio di Carlo VII di Francia e sua sorella Giovanna con Ladislao il Postumo, duca d'Austria e nipote dell'imperatore Sigismondo. Ciascuno dei due presentava grandi vantaggi per il duca di Coibra: proiezione del Portogallo nella sfera europea e fuga dall'influenza aragonese. Nella logica della Guerra dei Cent'Anni (1337-1453) come grande conflitto sulla scena europea e come forza polarizzante delle fazioni politiche dell'epoca, il matrimonio delle nipoti della duchessa di Borgogna continuò la politica della Borgogna di cercare i migliori interessi del Ducato ora alleato con la Francia, ora con l'Inghilterra. E dato che, all'epoca, la guerra era sull'orlo di una schiacciante vittoria francese, la Borgogna avrebbe dovuto dimenticare il recente passato e allearsi con il vecchio nemico. Insomma, le due alleanze contribuirebbero forse a sbilanciare i rapporti di forza in Europa a favore di Francia e Castiglia e contro Inghilterra e Aragona, oltre a rafforzare l'asse Portogallo-Borgogna. Alla corona francese non passò certo inosservata l'importanza delle trattative di queste infanti portoghesi come garanti dell'appoggio della Borgogna, della neutralità dell'Impero e dello squilibrio del potere inglese nella penisola iberica, tappa secondaria dei giochi d'influenza della conflitti anglo-francesi.
La stesura iniziale fu alterata a causa della debolezza di Ladislao, che morì nel 1457, e delle ambizioni dei suoi cugini materni della Casa d'Asburgo. Ladislao era l'ultimo e imberbe rappresentante della Casa del Lussemburgo e signore titolare di un impero in disgregazione che comprendeva la Boemia, l'Ungheria e la Bassa Austria. Suo cugino Federico d'Asburgo successe al padre di Ladislao sul trono imperiale, poiché Ladislao nacque solo 4 mesi dopo la morte del padre. Nel corso degli anni, la preponderanza politica di Federico di fronte al piccolo e malaticcio Ladislao non sfuggì all'occhio vigile alla duchessa di Borgogna.
L'imperatore del Sacro Romano Impero non passò inosservato davanti alla grande ricchezza della casata degli Aviz. Il commercio di zucchero dalle isole atlantiche e di schiavi, oro e peperoncino dalla costa africana, fece del Portogallo nel XV secolo un paese in rapida crescita economica. Tanto più se si tiene conto del clima di pace nel Regno, in cui le uniche operazioni militari all'epoca erano dislocate in Nord Africa, non turbando l'economia interna. Federico III era un sovrano costantemente afflitto da problemi pecuniari. Le sue entrate stavano diminuendo tra i tentativi di unificare l'eredità asburgica in Svevia, nelle Alpi e nella Bassa Austria. Nel tentativo di riconquistare la Boemia e l'Ungheria per il cugino Ladislao e nel cercare di accrescere il prestigio imperiale imponendosi come forza preponderante in Europa, l'unione con una ricca principessa di una dinastia in ascesa era di gradimento della Casa d'Austria.
Con l'avvicinarsi della seconda metà del XV secolo, tutto sembra pronto per il matrimonio delle due sorelle, Eleonora e Giovanna, rispettivamente con Luigi di Valois e Federico III. Tuttavia, la politica interna portoghese subì un capovolgimento nel luglio 1448, quando il fratello di Eleonora raggiunse la maggiore età e iniziò il suo regno come Alfonso V.
Il duca di Coimbra si trasferì nei suoi domini sul Mondego e il primo uomo alla corte è ora Alfonso, duca di Braganza. Nemico giurato del duca di Coimbra, sostenitore della regina Eleonora d'Aragona nella lotta per la reggenza nel 1445, Braganza si presenta come un alleato naturale degli interessi aragonesi. L'Inghilterra e l'Aragona erano contrarie all'unione di Eleonora con il Delfino di Francia, ma era già vista con favore un'alleanza tra il Portogallo e l'Impero. Infatti Alfonso V d'Aragona aveva ereditato i Regni di Sicilia e di Napoli e cercava un'alleanza con l'Impero per assicurarsi i suoi domini italiani rivendicati dalla Casa francese d'Angiò, contesa che alla fine del XV secolo darà origine alle Guerre d'Italia. L'alterazione di piani e caratteri in questo percorso matrimoniale finì anche per cambiare la promessa sposa dell'Imperatore: sarà ora la primogenita, Eleonora.
Alla fine del 1448 arrivarono in Portogallo i già citati ambasciatori dell'imperatore Federico III, provenienti dall'Aragona. Erano il barone austriaco George de Volrestorf e Ulderic Riedrer, canonico di Augusta. A quel tempo, il Regno e la Corte vivevano tempi difficili a causa degli intrighi di palazzo che il Duca di Braganza e suo figlio, il Conte di Ourém, intrapresero contro l'ex Reggente. Animosità, manipolazioni e insidie che sarebbero culminate nella battaglia di Alfarrobeira il 20 maggio del 1449, con la morte dell'infante Pietro, padre della regina Isabella e zio di Eleonora. In questo contesto, è naturale che l'ambasciata tedesca non abbia avuto un grande impatto. Si ritiene però che questa ambasciata fosse importante nel senso di catturare in sicurezza l'interesse dell'Imperatore e di sfatare una volta per tutte l'idea di un'unione con il Delfino di Francia, come si evince dalla corrispondenza che si interessò tra le due corti fino al 1451. Del resto, la stessa Infanta disse di preferire questa unione, che l'avrebbe resa non solo regina, ma imperatrice.
Le trattative stabilirono la dote di Eleonora in 60.000 fiorini d'oro, di cui 10.000 furono accantonati per le spese di viaggio dell'Infanta. L'importo doveva essere pagato dal re del Portogallo entro 15 mesi dalla consumazione del matrimonio. In realtà, la dote sarebbe stata completamente soddisfatta solo durante il regno di Giovanni II.
L'imperatore, a sua volta, si impegnava nell'arras dello sposo (o donatio propter nuptias) dello stesso valore della dote, secondo l'usanza tedesca. L'aras corrispondeva ai beni e alle proprietà che erano a disposizione dell'Infanta a titolo personale e che sarebbero stati suoi in caso di morte del marito. L'Imperatore si impegnò anche a dotare la moglie di beni per un valore di 120.000 fiorini, che avrebbero garantito a Eleonora entrate sufficienti per il mantenimento del suo stato. L'Imperatore donò alla moglie il vicedominio di Laibach, nel Ducato di Carniola (l'odierna Lubiana), il castello e la città di Bliburg (l'odierna Bleiburg), nel ducato di Carinzia, e il castello di Stuchsenstein, nel ducato d'Austria. Il pagamento della donazione mattutina (donationem matutinam in crastinum scilicet nuptiarum) – prezzo simbolico offerto alla sposa per la sua verginità dopo la consumazione del matrimonio – era a discrezione dell'Imperatore.
Alla fine di ottobre 1451, dopo i festeggiamenti, Eleonora salì a bordo della nave italiana Doria. Il 5 novembre, la flotta lascia finalmente il Tago e porterà l'Infanta al porto italiano di Livorno. La flotta comprendeva anche la nave del vescovo di Coimbra, cinque navi (tre più grandi e due più piccole) e due caravelle; un totale di tremila uomini. Nell'entourage di Eleonora, oltre ad Alfonso di Braganza, la contessa di Vila Real, il futuro conte di Abrantes, Lopo de Almeida (che ha poi servito come ambasciatore a Vienna), Pêro Vaz de Melo, Álvaro de Sousa, Pêro de Sousa, tra molti altri nobili e cavalieri.
Arrivarono finalmente a Livorno nel gennaio 1452. Furono ricevuti a Livorno da una numerosi nobili, che guidano l'entourage portoghese a Pisa per qualche giorno di riposo.

### Imperatrice
Il 19 novembre Eleonora partì per Siena. Viene accolta alle porte della città dall'arciduca Alberto VI d'Austria, fratello minore dell'imperatore, e dal re d'Ungheria e duca d'Austria Ladislao, cugino del marito. Solo dopo aver varcato le porte della città, Eleonora incontrò il marito. L'uomo incaricato di negoziare il contratto di matrimonio, João Fernandes da Silveira, fece erigere a Siena uno stendardo portoghese per commemorare l'incontro. Il matrimonio viene celebrato dal vescovo Enea Silvio Piccolomini, futuro papa Pio II.
La coppia imperiale partì quindi per Roma, dove giunsero l'8 marzo 1452. Furono ricevuti da papa Niccolò V alle porte dell'antica Basilica di San Pietro a dimostrazione della sua gratitudine per l'appoggio dell'Imperatore contro lo scismatico antipapa Felice V. Il Papa benedisse il matrimonio in una cerimonia che si tenne il 16 marzo 1452. Non seguirono festeggiamenti perché era il periodo di Quaresima. La domenica successiva, il 19 marzo si celebrò l'incoronazione dell'Imperatore e dell'Imperatrice da parte del Sommo Pontefice. Lui stesso unse Eleonora sulle spalle e sul braccio destro e le pose la corona.
Dopo aver soggiornato a Roma, partirono per il sud, dove soggiornarono nel Regno di Napoli per le festività pasquali e per i festeggiamenti nuziali offerti da Alfonso V d'Aragona. Fu anche durante questo soggiorno nel sud Italia che fu poi consumato il matrimonio. L'ambasciatore Lopo de Almeida ritrae il ridicolo episodio di Eleonora che rifiutò cinque volte quella notte di essere accompagnata al letto del marito da qualcuno che non fosse l'Imperatore stesso. Finì per cedere e andò personalmente a prendere Eleonora dalle sue stanze. L'imperatore partì per Roma pochi giorni dopo, ma l'imperatrice rimase a godere dell'ospitalità dello zio fino al 24 aprile.
Eleonora diede al marito cinque figli:
- Cristoforo (16 novembre 1455–21 marzo 1456);
- Massimiliano I (22 marzo 1459–12 gennaio 1519);
- Elena (3 novembre 1460–28 febbraio 1461);
- Cunegonda (16 marzo 1465–6 agosto 1520), sposò Alberto IV, duca di Baviera;
- Giovanni (9 agosto 1466–10 febbraio 1467).

Eleonora e Federico erano piuttosto diversi, e le passioni di lei per la danza, il gioco d'azzardo e la caccia non erano condivise dal consorte, e la loro relazione fu condizionata dalle loro differenze. Federico rimandò in patria l'entourage portoghese di Eleonora a causa dell'elevato costo di mantenimento, ma l'imperatrice iniziò a soffrire di nostalgia di casa.
Federico III rimproverò alla moglie di aver causato la morte di numerosi dei loro figli facendo loro mangiare cibo portoghese, cosicché egli si incaricò personalmente della cura dei rimanenti figli.
La storia ha dipinto Eleonora come una principessa tolta ad una splendida corte in Portogallo e installata in una Vienna culturalmente morta, a causa dell'avarizia del marito.
È dall'imperatrice Eleonora che deriva l'eredità portoghese del futuro imperatore Carlo V.

## Morte
Eleonora morì a Wiener Neustadt il 3 settembre 1467 e venne seppellita nel monastero cistercense cittadino di Neukloster o della Ss. Trinità, dove si può ancora osservare la sua pietra tombale.

## Ascendenza
|                           |                         |                                            | Genitori                                 |  |  | Nonni |  |  | Bisnonni                |  |  | Trisnonni                 |  |
|                           |                         |                                            |                                          |  |  |       |  |  | Pietro I del Portogallo |  |  | Alfonso IV del Portogallo |  |
|                           |                         |                                            |                                          |  |  |       |  |  | Pietro I del Portogallo |  |  | Alfonso IV del Portogallo |  |
|                           |                         | Beatrice di Castiglia                      |                                          |  |  |       |  |  | Pietro I del Portogallo |  |  |                           |  |
| Giovanni I del Portogallo |                         |                                            |                                          |  |  |       |  |  | Pietro I del Portogallo |  |  |                           |  |
|                           |                         | Teresa Lourenço                            | Lourenço Martins                         |  |  |       |  |  |                         |  |  |                           |  |
|                           |                         | Teresa Lourenço                            | Lourenço Martins                         |  |  |       |  |  |                         |  |  |                           |  |
|                           |                         | Teresa Lourenço                            | Sancha Martins                           |  |  |       |  |  |                         |  |  |                           |  |
| Edoardo del Portogallo    |                         | Teresa Lourenço                            |                                          |  |  |       |  |  |                         |  |  |                           |  |
|                           |                         | Giovanni Plantageneto, I duca di Lancaster | Edoardo III d'Inghilterra                |  |  |       |  |  |                         |  |  |                           |  |
|                           |                         | Giovanni Plantageneto, I duca di Lancaster | Edoardo III d'Inghilterra                |  |  |       |  |  |                         |  |  |                           |  |
|                           |                         | Giovanni Plantageneto, I duca di Lancaster | Filippa di Hainaut                       |  |  |       |  |  |                         |  |  |                           |  |
| Filippa di Lancaster      |                         | Giovanni Plantageneto, I duca di Lancaster |                                          |  |  |       |  |  |                         |  |  |                           |  |
|                           |                         | Bianca di Lancaster                        | Enrico Plantageneto, I duca di Lancaster |  |  |       |  |  |                         |  |  |                           |  |
|                           |                         | Bianca di Lancaster                        | Enrico Plantageneto, I duca di Lancaster |  |  |       |  |  |                         |  |  |                           |  |
|                           |                         | Bianca di Lancaster                        | Isabella di Beaumont                     |  |  |       |  |  |                         |  |  |                           |  |
| Eleonora d'Aviz           |                         | Bianca di Lancaster                        |                                          |  |  |       |  |  |                         |  |  |                           |  |
|                           | Giovanni I di Castiglia | Enrico II di Castiglia                     |                                          |  |  |       |  |  |                         |  |  |                           |  |
|                           | Giovanni I di Castiglia | Enrico II di Castiglia                     |                                          |  |  |       |  |  |                         |  |  |                           |  |
|                           | Giovanni I di Castiglia | Giovanna Manuele                           |                                          |  |  |       |  |  |                         |  |  |                           |  |
| Ferdinando I di Aragona   | Giovanni I di Castiglia |                                            |                                          |  |  |       |  |  |                         |  |  |                           |  |
|                           |                         | Eleonora d'Aragona (1358-1382)             | Pietro IV di Aragona                     |  |  |       |  |  |                         |  |  |                           |  |
|                           |                         | Eleonora d'Aragona (1358-1382)             | Pietro IV di Aragona                     |  |  |       |  |  |                         |  |  |                           |  |
|                           |                         | Eleonora d'Aragona (1358-1382)             | Eleonora di Sicilia                      |  |  |       |  |  |                         |  |  |                           |  |
| Eleonora di Trastámara    |                         | Eleonora d'Aragona (1358-1382)             |                                          |  |  |       |  |  |                         |  |  |                           |  |
|                           |                         | Sancho d'Alburquerque                      | Alfonso XI di Castiglia                  |  |  |       |  |  |                         |  |  |                           |  |
|                           |                         | Sancho d'Alburquerque                      | Alfonso XI di Castiglia                  |  |  |       |  |  |                         |  |  |                           |  |
|                           |                         | Sancho d'Alburquerque                      | Eleonora di Guzmán                       |  |  |       |  |  |                         |  |  |                           |  |
| Eleonora d'Alburquerque   |                         | Sancho d'Alburquerque                      |                                          |  |  |       |  |  |                         |  |  |                           |  |
|                           |                         | Beatrice del Portogallo                    | Pietro I del Portogallo                  |  |  |       |  |  |                         |  |  |                           |  |
|                           |                         | Beatrice del Portogallo                    | Pietro I del Portogallo                  |  |  |       |  |  |                         |  |  |                           |  |
|                           |                         | Beatrice del Portogallo                    | Inés de Castro                           |  |  |       |  |  |                         |  |  |                           |  |
|                           |                         | Beatrice del Portogallo                    |                                          |  |  |       |  |  |                         |  |  |                           |  |